# Comuna Rizdveanî, Terebovlea
Rizdveanî (în ucraineană Різдвяни) este o comună în raionul Terebovlea, regiunea Ternopil, Ucraina, formată din satele Rizdveanî (reședința) și Zubiv.

## Demografie
Componența lingvistică a comunei Rizdveanî
     Ucraineană (99,81%)
     Alte limbi (0,19%)
Conform recensământului din 2001, majoritatea populației comunei Rizdveanî era vorbitoare de ucraineană (99,81%), existând în minoritate și vorbitori de alte limbi.